# Africa Business Week

Logo Africa Business Week

Die Africa Business Week ist eine Konferenzwoche, die sich europäisch-afrikanischen Wirtschaftsbeziehungen und
-kooperationen widmet. Die Veranstaltung ist ein gemeinsames Projekt des Afrika-Vereins der deutschen Wirtschaft e.V. und der Maleki Group. Die Maleki Group ist ein Kommunikationsunternehmen aus Frankfurt am Main, das die Veranstaltung initiierte. Neben dem inhaltlichen Austausch hat die Veranstaltung zum Ziel, persönliche Kontakte von europäischen und afrikanischen Experten und Entscheidern aus Wirtschaft, Politik und Institutionen zu fördern.
Die erste Africa Business Week (21. – 25. Mai 2012) stand unter der Schirmherrschaft von Dirk Niebel, Bundesminister für wirtschaftliche Zusammenarbeit und Entwicklung, und dem hessischen Ministerpräsidenten Volker Bouffier. Ca. 120 Experten aus Afrika und Europa sprachen in Frankfurt am Main und ca. 1000 Besucher nahmen an den Diskussionsrunden teil. 2013 findet die Africa Business Week vom 22. – 26. April ebenfalls in Frankfurt am Main statt.
Gegenstand der Konferenzwoche sind typischerweise aktuelle Themen europäisch-afrikanischer Wirtschafts- und Handelsbeziehungen. Im Mittelpunkt stehen dabei die Potenziale des afrikanischen Kontinents für europäische Investoren und Unternehmen.
Auf der Africa Business Week 2012 wurden zum Themenbereich „Investieren in Afrika“ neben zahlreichen Beispielen erfolgreichen unternehmerischen Engagements in Afrika auch die Risiken sowie die Instrumente zur Absicherung von Risiken diskutiert Der Afrika-Beauftragte der Bundeskanzlerin, Günter Nooke, stellte das Afrika-Konzept der Bundesregierung vor. Das Bundesministerium für Bildung und Forschung übernahm die Schirmherrschaft für den Themenkomplex „Capacity Development“ und diskutierte mit internationalen Experten Chancen, Bedürfnisse und Möglichkeiten deutsch-afrikanischer Bildungskooperation. Mit einem zweitägigen Finanzschwerpunkt stand der Zugang von afrikanischen klein- und mittelständischen Unternehmen zum Kapitalmarkt im Mittelpunkt der Woche. Hierzu zählten auch regional spezifische Bedürfnisse wie Mikrokredite, islam-konforme Finanzgeschäfte und die Besonderheiten afrikanischer Börsen. Zu den weiteren Themen der Woche gehörten Rohstoffe und Bergbau, die politische Entwicklung Nordafrikas im Zeichen des „arabischen Frühlings“ und europäisch-afrikanische Energiepartnerschaften. Die Initiative „Sustainable Energy for All“ der Vereinten Nationen wurde durch den Präsidenten der Europäischen Investitionsbank, Werner Hoyer, und Staatssekretär Hans-Jürgen Beerfeltz (Bundesministerium für wirtschaftliche Zusammenarbeit und Entwicklung) vorgestellt und anschließend diskutiert.